# Cantó de Torcy
El cantó de Torcy és una divisió administrativa francesa del departament del Sena i Marne, situat al districte de Torcy. Des del 2015 té 5 municipis i el cap és Torcy.

## Municipis
- Bussy-Saint-Georges
- Bussy-Saint-Martin
- Collégien
- Jossigny
- Torcy

| Data d'elecció                           | Identitat        | Partit | Qualitat |
| ---------------------------------------- | ---------------- | ------ | -------- |
| 1976-1985                                | Lionel Hurtebize | PCF    |          |
| 1985-1998                                | Gérard Burlet    | RPR    |          |
| 1998-2015                                | Gérard Eude      | PS     |          |
| les dades anteriors no són pas conegudes |                  |        |          |